# Останіно (Новосибірська область)
Останіно (рос. Останино) — присілок у Тогучинському районі Новосибірської області Російської Федерації.
Входить до складу муніципального утворення Сурковська сільрада. Населення становить 6 осіб (2010).

## Історія
Згідно із законом від 2 червня 2004 року органом місцевого самоврядування є Сурковська сільрада.

## Населення
| 2002 | 2007 | 2010 |
| ---- | ---- | ---- |
| 53   | ↘46  | ↘6   |